# Děvín (Ralská pahorkatina)
Děvín (436 m n. m.) je vrch v okrese Česká Lípa Libereckého kraje. Leží asi 1,5 kilometru jihovýchodně od obce Hamr na Jezeře, na stejnojmenném katastrálním území. Vrch je součástí chráněného území a je znám hlavně díky stejnojmenné zřícenině hradu na svém vrcholu. Zdejší území bylo desítky let součástí vojenského výcvikového prostoru Ralsko.

## Popis

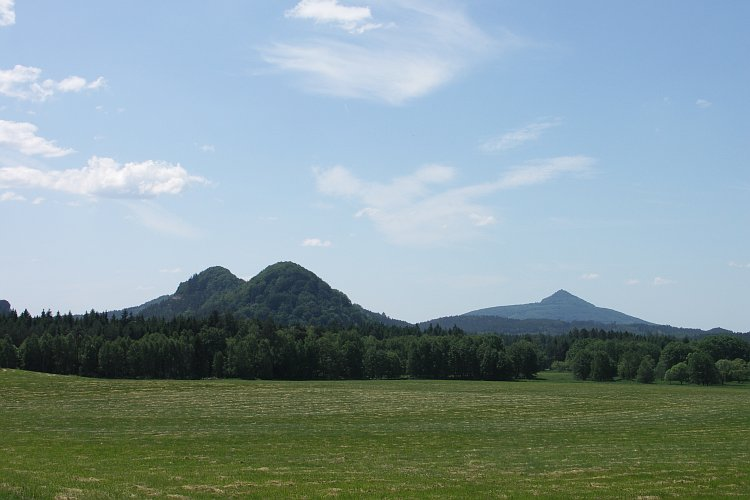
Vlevo souvrší Hamerský Špičák / Děvín, vpravo Ralsko

Geologicky pozoruhodná lokalita vznikla vypreparováním zpevněných pískovců kolem žíly polzenitu o mocnosti kolem 2 metrů, která svými kontaktními účinky okolní pískovce zpevnila. Při zvětrávání žíly vznikaly minerály (limonit, jílové minerály), které byly v 17. a 18. století těženy jako železná ruda. Zachovaly se zajímavé pozůstatky historické těžby – dvě štoly a dvě tesané studny v pískovci.

## Geomorfologické zařazení
Geomorfologicky vrch náleží do celku Ralská pahorkatina, podcelku Zákupská pahorkatina, okrsku Kotelská vrchovina, podokrsku Děvínská pahorkatina a Jelenovršské části.

## Ochrana území a okolí
Děvín je součástí přírodní památky Děvín a Ostrý, zahrnující i přiléhající vrchy na společné vulkanické žíle: cca 400 metrů jihozápadně ležící Hamerský Špičák (452 metrů) a asi 500 metrů dále na jihozápad ležící Schachtenstein (372 metrů). Navíc asi 700 metrů jihovýchodně se nachází pískovcová stolová hora Široký kámen (430 metrů).

## Cestovní ruch
Na Děvín s jeho hradem vede odbočka z červené turistické značky od Mimoně přes Hamr na Jezeře až na Ještěd. Přes rozcestník Pod Děvínem vede i modrý okruh z Hamru na Jezeře a je zde koncový bod zelené značky. Z rozcestníku k hradu je stoupání 46 výškových metrů.